# Natalia Jiménez

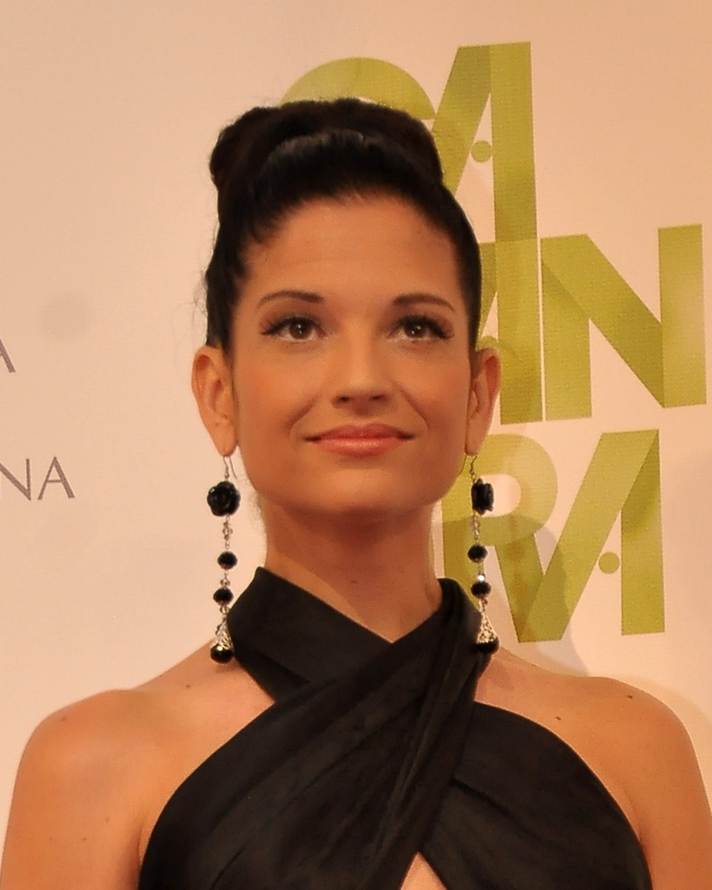
Natalia Jiménez, 2012

Natalia Altea Jiménez Sarmento (* 29. Dezember 1981 in Madrid) ist eine spanische Sängerin, deren musikalische Laufbahn in den Metrostationen ihrer Heimatstadt Madrid begann und deren professionelle Karriere im Jahr 2001 als Leadsängerin der spanischen Gruppe La Quinta Estación ihren Anfang nahm. Nachdem die Band im Jahr 2010 auseinanderfiel, startete sie eine Solokarriere und brachte am 20. Juni 2011 ihr erstes Soloalbum mit dem Titel Natalia Jiménez heraus.

## Leben
Nachdem die Single-Auskopplung ¿Dónde irán? des 2002 veröffentlichten Debütalbums Primera Toma von La Quinta Estación als Titelsong der Telenovela Clase 406 verwendet wurde und die Gruppe dadurch schnell in Mexiko bekannt wurde und auch ihre beiden nächsten Singles Perdición und No quiero perderte monatelang in den Top Ten der mexikanischen Radiocharts platziert waren, zog die Band nach Mexiko, wo Natalia Jiménez die nächsten 8 Jahre ihres Lebens verbrachte. Seit 2010 lebt sie in Miami und bekannte, Mexiko mehr zu vermissen als ihre Heimat Spanien.
2011 brachte sie ihr erstes Soloalbum heraus, das sowohl Lieder in englischer Sprache als auch Lieder mit tropischen Rhythmen sowie solchen im Ranchera- und Flamenco-Stil enthält, und erklärte hierzu: „Ich bin sehr glücklich, dass ich diese neue Etappe als Solokünstlerin beginnen kann, die es mir ermöglicht, auch andere Musikstile zu spielen, die ich mit der Gruppe nicht hätte aufnehmen können.“
2015 erschien ihr zweites Album Creo en mí, dessen Titelsong auf der Internetplattform YouTube bereits mehr als 300 Millionen Mal abgerufen wurde.
Ein Jahr später erschien ihr drittes Album Homenaje a la gran señora, das als Tribut an die 2012 bei einem Flugzeugabsturz ums Leben gekommene mexikanische Sängerin Jenni Rivera herausgebracht wurde.
2019 erschien ihr viertes Album México de mi corazón, mit dem sie ihre Verehrung für Mexiko zum Ausdruck bringt und einige Duette mit bekannten mexikanischen Interpreten wie Lila Downs, Paquita la del Barrio, Pedro Fernández und Carlos Rivera singt. Das Album belegte im September 2019 mindestens drei Wochen lang die Spitzenposition der mexikanischen Albumcharts.
Die Tochter eines spanischen Vaters und einer portugiesischen Mutter mit Roma-Wurzeln wurde fünfmal für einen Grammy nominiert und gewann zweimal einen Latin Grammy.

## Diskografie

### Studioalben
| Jahr | Titel Musiklabel                           | Höchstplatzierung, Gesamtwochen, AuszeichnungChartplatzierungen (Jahr, Titel, Musiklabel, Platzierungen, Wochen, Auszeichnungen, Anmerkungen) | Höchstplatzierung, Gesamtwochen, AuszeichnungChartplatzierungen (Jahr, Titel, Musiklabel, Platzierungen, Wochen, Auszeichnungen, Anmerkungen) | Höchstplatzierung, Gesamtwochen, AuszeichnungChartplatzierungen (Jahr, Titel, Musiklabel, Platzierungen, Wochen, Auszeichnungen, Anmerkungen) | Höchstplatzierung, Gesamtwochen, AuszeichnungChartplatzierungen (Jahr, Titel, Musiklabel, Platzierungen, Wochen, Auszeichnungen, Anmerkungen) | Anmerkungen                            |
| Jahr | Titel Musiklabel                           | ES | US | Latin | MX | Anmerkungen                            |
| ---- | ------------------------------------------ | --- | --- | --- | --- | -------------------------------------- |
| 2011 | Natalia Jiménez Sony Music Latin           | ES22 (12 Wo.)ES | — | Latin4 (15 Wo.)Latin | — | Erstveröffentlichung: 20. Juni 2011    |
| 2015 | Creo en mí Sony Music Latin                | ES73 (1 Wo.)ES | US157 (1 Wo.)US | Latin2 (17 Wo.)Latin | MX— ×3DreifachgoldMX | Erstveröffentlichung: 17. März 2015    |
| 2016 | Homenaje a la gran señora Sony Music Latin | — | — | Latin2 (6 Wo.)Latin | — | Erstveröffentlichung: 9. Dezember 2016 |
| 2019 | México de mi corazón Sony Music Latin      | — | — | Latin— GoldLatin | MX1 ×3Dreifachgold · (42 Wo.)MX | Erstveröffentlichung: 30. August 2019  |

### Singles
| Jahr | Titel Album                      | Höchstplatzierung, Gesamtwochen, AuszeichnungChartsChartplatzierungen (Jahr, Titel, Album, Platzierungen, Wochen, Auszeichnungen, Anmerkungen) | Anmerkungen                            |
| Jahr | Titel Album                      | Latin | Anmerkungen                            |
| ---- | -------------------------------- | --- | -------------------------------------- |
| 2011 | Por Ser Tu Mujer Natalia Jiménez | Latin36 (14 Wo.)Latin | Erstveröffentlichung: 18. April 2011   |
| 2014 | Creo en mí                       | Latin12 ×8Achtfachplatin · (17 Wo.)Latin | Erstveröffentlichung: 31. Mai 2014     |
| 2014 | Quedate con ella Creo en mí      | Latin17 (20 Wo.)Latin | Erstveröffentlichung: 21. Oktober 2014 |
| 2015 | Algo Brilla En Mi Creo en mí     | Latin44 (3 Wo.)Latin | Charteinstieg: 16. Mai 2015            |

Weitere Singles
- 2019: El Destino (mit Carlos Rivera)
- 2019: El Color de Tus Ojos
- 2019: La Gata Bajo la Lluvia
- 2019: Te Lo Pido por Favor (mit El Bebeto)
- 2019: Juro Que Nunca Volveré (mit Paquita la del Barrio)
- 2019: Ya Lo Sé Que Tú Te Vas (mit Pedro Fernández)
- 2021: Qué bueno es tenerte (mit Banda MS, US: Gold (Latin))

### Gastbeiträge
| Jahr | Titel Album                                      | Höchstplatzierung, Gesamtwochen, AuszeichnungChartplatzierungen (Jahr, Titel, Album, Platzierungen, Wochen, Auszeichnungen, Anmerkungen) | Höchstplatzierung, Gesamtwochen, AuszeichnungChartplatzierungen (Jahr, Titel, Album, Platzierungen, Wochen, Auszeichnungen, Anmerkungen) | Anmerkungen                                                               |
| Jahr | Titel Album                                      | US | Latin | Anmerkungen                                                               |
| --- | ------------------------------------------------ | --- | --- | ------------------------------------------------------------------------- |
| 2011 | Lo mejor de mi vida eres tú Música + Alma + Sexo | US74 (2 Wo.)US | Latin1 (20 Wo.)Latin | Erstveröffentlichung: 2. November 2010 Ricky Martin feat. Natalia Jiménez |
| Folgende Lieder erschienen nicht als Single, wurden aber durch das Album zum Download und Streaming bereitgestellt und konnten somit eine Platzierung erlangen: |                                                  | | |                                                                           |
| |                                                  | | |                                                                           |
| 2013 | La Noche de Los 2 Prestige                       | — | Latin19 (17 Wo.)Latin | Daddy Yankee feat. Natalia Jiménez                                        |

Weitere Gastbeiträge
- 2019: Una Mentira Más (Yuri feat. Natalia Jiménez)

## Auszeichnungen für Musikverkäufe
| Goldene Schallplatte - Mexiko - 2024: für die Single La Gata Bajo la Lluvia - 2024: für das Lied Costumbres - 2024: für die Single Qué bueno es tenerte - 2024: für die Single Te Lo Pido por Favor - 2024: für die Single Juro Que Nunca Volveré - 2024: für die Single Ya Lo Sé Que Tú Te Vas - 2025: für das Lied La cigarra - Spanien - 2025: für die Single Creo en mí Platin-Schallplatte - Mexiko - 2021: für die Single Una Mentira Más | 3× Goldene Schallplatte - Mexiko - 2023: für die Single El Color de Tus Ojos - 2024: für die Single El Destino 9× Goldene Schallplatte - Mexiko - 2025: für die Single Quedate con ella - 2025: für die Single Creo en mí Diamantene Schallplatte - Mexiko - 2025: für die Single Creo en mí |

Anmerkung: Auszeichnungen in Ländern aus den Charttabellen bzw. Chartboxen sind in ebendiesen zu finden.
| Land/RegionAuszeichnungen für Musikverkäufe (Land/Region, Auszeichnungen, Verkäufe, Quellen) | Gold       | Platin       | Diamant  | Verkäufe  | Quellen             |
| -------------------------------------------------------------------------------------------- | ---------- | ------------ | -------- | --------- | ------------------- |
| Mexiko (AMPROFON)                                                                            | 13× Gold13 | 13× Platin13 | Diamant1 | 1.510.000 | amprofon.com.mx     |
| Spanien (Promusicae)                                                                         | Gold1      | —            | —        | 30.000    | elportaldemusica.es |
| Vereinigte Staaten (RIAA)                                                                    | 2× Gold2   | 8× Platin8   | —        | 540.000   | riaa.com            |
| Insgesamt                                                                                    | 16× Gold16 | 21× Platin21 | Diamant1 |           |                     |